# 喝采 (ちあきなおみの曲)
「喝采」（かっさい）は、ちあきなおみの楽曲で、13枚目のシングルである。1972年9月10日に発売された。発売元は日本コロムビア。

## 解説

### 概要
亡くなってしまった恋人を思いつつステージで歌っているという設定の曲である。
1970年8月に発売された5枚目のシングル「X+Y=LOVE」以来、通算3作目のオリコントップ10入りを果たした。発売から翌年にかけてオリコン集計で通算80万枚を売り上げた。日本コロムビア調べでは累計130万枚。
『第14回日本レコード大賞』大賞を受賞。発売されてから3か月での受賞は史上最短記録である。1972年の『第23回NHK紅白歌合戦』で歌唱された。
1989年に発売されたアルバム『喝采〜紅とんぼ／吉田旺 参分劇』には、伴奏がピアノだけにアレンジされた新バージョンが収録された。
2015年9月1日から、サントリー「ボス」のCMソング（「宇宙人ジョーンズシリーズSong&BOSS」）として使用されており、本楽曲の場面もCM内で再現されている（出演:ミッツ・マングローブ、徳光和夫）。

### 舞台
発売当時はちあきの実体験を元にして作られた「私小説歌謡」として売り出された。ちあきがデビュー前から兄のように慕っていた若手役者が岡山県浅口郡鴨方町（現在の浅口市鴨方町）に住んでおり、亡くなったという話を詞にしたということだが、実際には作詞をした吉田旺はちあきのエピソードを知らずにこの詞を書いていた。小倉駅が舞台で若松市(現北九州市若松区)出身の吉田が東京へ行く思い出を書いており、歌詞が出来上がってから、ちあきの体験と偶然似ていたため「実体験」とすることでプロモーションに活かすという戦略をとったといわれている。
ちあき本人は上記の通りの自身の経験と偶然似ていた歌詞から「歌いたくない」とマネージャーに言ったという。マネージャーは作詞者の吉田に対して「ちょっと辛い経験があって、それを思い出したようで」と説明した。

### チャート記録
リリースから約2か月経った11月1週目でオリコンチャートの7位にランクインし、2週間後には2位まで上昇するが、宮史郎とぴんからトリオの「女のみち」に阻まれ、12週間にわたり2位に留まった。
特信チャート（レコード特信出版社調べのチャート）では「女のみち」を抑えて最高位1位を記録している。

## エピソード
作詞者の吉田旺は「歌い手をテーマにした詞を書いてみよう」と思い立ち、詞を完成させた。吉田が最初に決めたタイトルは「幕が開く」だったが、当時のコロムビアのプロデューサーだった東元晃が難色を示し「喝采」と命名した。
作曲者の中村泰士は服部良一作曲の「蘇州夜曲」や賛美歌の「アメイジング・グレイス」をベースとして作曲した。演歌で多様されるシンプルな「ヨナ抜き音階」をポップスで用いた本曲は、中村にとって会心の出来だったという。
本楽曲の歌詞に出てくる「黒いふちどり」という部分は、「縁起が悪い」「死を歌詞に持ち込むことはない」「いくら別れの歌でも殺す必要はない」と当初レコード会社や作曲者の中村泰士は歌詞を変えるよう提案した。しかし、作詞者の吉田旺は「いや、ここが核だから」と頑なに変えず、コロムビアに対して「喪に関する言葉は水商売の世界じゃ縁起がいいんです」と言って歌詞を死守した。
レコーディングの際には、周りを黒いカーテンで囲み誰にも姿を見せず、声を出すために裸足で臨んだ。
本楽曲がレコード大賞を受賞した1972年は、上半期のヒット曲で「日本歌謡大賞」を受賞した小柳ルミ子の「瀬戸の花嫁」が当初は大賞の最有力候補だった。実際に本楽曲が発売された際に、審査員の一人が作曲者の中村に対して「もう決めていたのになぁ。悩ましい曲を書かないでよ」と言ったというエピソードも残っている。結果的には本楽曲が大賞を受賞したが、本楽曲を制作した当事者にとっては「まさか」の受賞だったという。
ちあき本人の歌唱による英語版の歌詞も存在し、2000年に発売されたCD-BOX『ちあきなおみ・これくしょん ～ねぇあんた～』に収録されている（英語詞：清水マリヤ）。
イントロがポール・サイモンの「母と子のきずな」に酷似している、という指摘があった。
2005年の『第56回NHK紅白歌合戦』に際してNHKが行ったアンケート「スキウタ〜紅白みんなでアンケート〜」で紅組第45位にランクインした。

## 収録曲
（全作詞：吉田旺、作曲：中村泰士、編曲：高田弘）
1. 喝采 （BE-TWEEN STAGE ） [3:31]
2. 最后の電話 （LAST MESSAGE ） [2:44]

## カバー
- 石原裕次郎（1973年、カバーアルバム『石原裕次郎ナイトクラブムード』収録）
- 由紀さおり（1973年、アルバム『恋文』収録）
- 方怡珍（1973年9月、アルバム『夢のアルバム』収録）
- 尾崎紀世彦（2003年のアルバム『人生満喫』中村泰士、2013年のアルバム『風のグラフィティー ＋６』CD化時に追加収録）
- 徳永英明（2007年、カバーアルバム『VOCALIST 3』初回版収録）
- クミコ（2007年、カバーアルバム『十年〜70年代の歌たち〜』収録）
- 大友康平（2008年、カバーアルバム『J-STANDARD 70's』収録）
- 沢田知可子（2009年、カバーアルバム『歌姫ものがたり』収録）
- 堀江由衣（2009年、テレビアニメ『夏のあらし!』）
- ダウト（2009年、ミニアルバム『登竜門』収録）
- The JADE（2009年、アルバム『手紙』収録）
- 稼木美優（2010年、カバーミニアルバム『歌姫〜ちあきなおみに憧れて』収録）
- 島津亜矢（2010年、カバーアルバム『BS日本のうたVI』収録）
- カサリンチュ（2010年、シングル「あなたの笑顔」収録）
- 八代亜紀（2011年、アルバム『ゴールデン☆ベスト』収録）
- 井上由美子（2012年、カバーアルバム『絆・・・そして夢』収録）
- 一青窈（2012年、カバーアルバム『歌窈曲』収録）
- 石原詢子（2014年のCD-BOX『石原詢子 時代のうた』、2015年のアルバム『我がこころの愛唱歌II 〜人情と活気に溢れてたあの時代〜』収録）
- 桑田佳祐（2014年、ライブビデオ『昭和八十八年度! 第二回ひとり紅白歌合戦』収録）
- 米倉利紀（2015年、カバーアルバム『うたびと』収録[12]）
- つるの剛士（2016年、カバーアルバム『つるのうた3.5』収録[13]）
- 山口かおる（2019年、アルバム『山口かおる歌謡曲集3 〜VOICE〜』収録）
- 田村芽実（2020年、DVD『CLIP&COVERS』収録）
- 宮本浩次（2020年、カバーアルバム『ROMANCE』収録）
- 市川由紀乃（2021年、アルバム『唄女 うたいびとIV 歌・劇・詩 ～吉田旺作品集～』収録）
- 雨宮天（2023年、カバーアルバム『COVERSⅡ -Sora Amamiya favorite songs-』収録）
- 斉藤貴美子（2024年、アルバム『TVアニメ「スナックバス江」Cover Song Collection』収録）